# سکربن
سکربن (به لاتین: Skrbeň) یک منطقهٔ مسکونی در جمهوری چک است که در ناحیه اولومووتس واقع شده‌است. سکربن ۷٫۸۷ کیلومتر مربع مساحت و ۱٬۲۰۶ نفر جمعیت دارد و ۲۲۴ متر بالاتر از سطح دریا واقع شده‌است.